# Ellrich
Ellrich é uma cidade da Alemanha localizada no distrito de Nordhausen, estado da Turíngia.